# 일단 뛰어 (드라마)
《일단 뛰어》는 KBS 2TV에서 2006년 11월 23일부터 2007년 4월 19일까지 매주 목요일에 방송된 청춘 드라마인데 장효진 (박광태 역)이 촬영 도중 잇달아 부상을 당하기도 했다.

## 기획 의도
매주 새롭게 벌어지는 사건을 통해 자신의 직업에 대한 깨달음을 얻게 되는 초임 순경들과 젊은 경찰들의 이야기를 그리고 있다. 또한 경찰 업무의 전문성을 잘 그려내는 것에 승부를 건 본격 경찰 드라마이다.

## 등장 인물

### 지구대 소속
- 김지석 : 배만수 역 (3-4년차 경장)
- 류현경 : 송지현 역 (1년 시보기간을 마친 여순경)
- 최진혁 : 이혁진 역 (간부시험 출신 경위)
- 장효진 : 박광태 역 (신입 시보 경찰)
- 전혜진 : 남다정 역 (1-2년차 여순경)(중도하차)[2]

### 지구대 사람들
- 이희도 : 왕종문 역 (경위 팀장)
- 이호재 : 노석중 역 (경사)
- 김승욱 : 김성민 역 (경장)

### 그 외
- 엄현경 : 이수정 역 (편의점 아르바이트생)
- 정구연 : 이연희 역 (만수의 여자친구)
- 유민호 : 김현석 역 (다정의 약혼자)
- 박하선 : 김민정 역